# Београдска шака
Београдска шака представља прву бионичку шаку у свету. Шаку су 1963. године на Институту Михајло Пупин конструисали српски научници и професори са Електротехничког факултета у Београду, Рајко Томовић и Миодраг Ракић. Ова бионичка шака има свих пет прстију који имају сензоре за додир и могућност хватања упоредиву са данашњим. Представља претечу свих бионичких протеза и вештачких помагала. Сачувани примерци Београдске шаке налазе се на Институту „Михајло Пупин“ и у Електротехничком факултету у Београду, као и у Бостонском музеју роботике у Сједињеним Америчким Државама.

## Историја
Професор и инжењер Рајко Томовић био је један од главних учесника у креирању прве рачунске машине за електропривреду, првог аналогног рачунара домаће израде, првог домаћег електронског рачунара, као и првог Југословенског дигиталног рачунар ЦЕР 10, 1960. године. Заједно са Миодрагом Ракићем, својим колегом са Електротехничког факултета у Београду 1963. године започео је пионирски рад на изради вештачког органа са чулом додира у Лабораторији за аутоматску контролу на Институту „Михајло Пупин”. У свом истраживачком раду користили су теоријске радове из области рехабилитационе и ортотичке роботике. Уз помоћ Миодрага Ракића 1963. године конструисали су модел прве на свету протетичке роботске шаке. Шака има DC мотор и екстерно напајање.
Роботска шака има пет прстију, сензорску повратну спрегу и миоелектрично управљање односно управља помоћу електричног сигнала. Могла је да изведе две основне радње, скупљање са испруженим прстима и стискање у песницу. Није коришћена у медицинске сврхе, али је послужила за даља истраживања на пољу роботике која су утицала на даљи развој роботских руку у свету.
Рад на бионичкој шаци довео је до повећане активности на пољу роботике, како у свету тако и у Институту. Професор Томовић је посетио Америку и након повратка 1965. године заједно са професором Миомиром Вукобратовићем посветио се истраживању и раду на конструкцији егзоскелета за доње екстремитете. Године 1967. постају јако важни чланови Београдске школе роботике и новоосноване Лабораторије за роботику.